# Ранн
Ранн (англ. Rann) — місто в штаті Борно, Нігерії.
Ранн - один з населених пунктів у північно-східній Нігерії, які стали доступними для гуманітарних організацій. Гуманітарна допомога поступово збільшується в районах, які раніше були недосяжними. У Ранні близько 43 тисячі внутрішньо переміщених осіб, проблемами яких є серйозний дефіцит продовольства та важке гостре недоїдання. Гуманітарний доступ до району був складним через незахищеність та погані дороги, як зазначено в прес-релізі Офісу ООН з координації гуманітарних питань.
17 січня 2017 року ВПС Нігерії помилково бомбили табір, залишивши щонайменше 52 загиблих і більше 100 поранених.
28 січня 2019 року бойовики «Боко Харам» напали на місто і вбили щонайменше 60 осіб.